# Нападение на Университет имени Бачи Хана
Нападение на Университет имени Бачи Хана — террористический акт, произошедший 20 января 2016 года в городе Чарсадда, Пакистан. Группа вооружённых боевиков проникла в Университет имени Бачи Хана и захватила более 200 заложников. В результате атаки погибли 26 человек: в основном студенты и профессор химии. Ранены более 20. Двое нападавших убиты.
Ответственность за содеянное взяла на себя организация Техрик-е Талибан Пакистан.